# Eremiaphila nova
Eremiaphila nova är en bönsyrseart som beskrevs av Giglio-tos 1916. Eremiaphila nova ingår i släktet Eremiaphila och familjen Eremiaphilidae. Inga underarter finns listade i Catalogue of Life.